# Riu de Riqüerna
El riu de Riqüerna o el Riqüerna és un riu del municipi de la Torre de Cabdella, dins de l'antic terme primigeni d'aquest municipi, de la comarca del Pallars Jussà, a la vall Fosca. És un afluent del Flamisell.
El nom de Riqüerna, prèviament Ricuerna, ve de la contracció de "riu Cerna"

## Afluents i Estanys
- Barranc de Francí
- Barranc de Coma del Port
- Estany Tapat (Cabdella)
  - Estany Morera
    - Estany de Cogomella
    - Estany Grenui

  - Estany Salado